# Tyta luctuosa
Tyta luctuosa là một loài bướm đêm trong họ Noctuidae.
Bướm này có nguồn gốc ở các nước châu Âu, châu Á và Bắc Phi. Bướm dài khoảng 10 mm, có màu nâu sẫm với một đốm trắng lớn trên mỗi bốn cánh. Hai thế hệ bướm lớn xuất hiện mỗi năm, một vào cuối mùa xuân và một vào mùa hè. Tại những khu vực ấm áp thường có một thế hệ thứ ba. Con cái đẻ khoảng 400-500 trứng. Ấu trùng là giai đoạn phá hoại. Nó ăn lá và hoa, đặc biệt là nụ mới.

## Hình ảnh

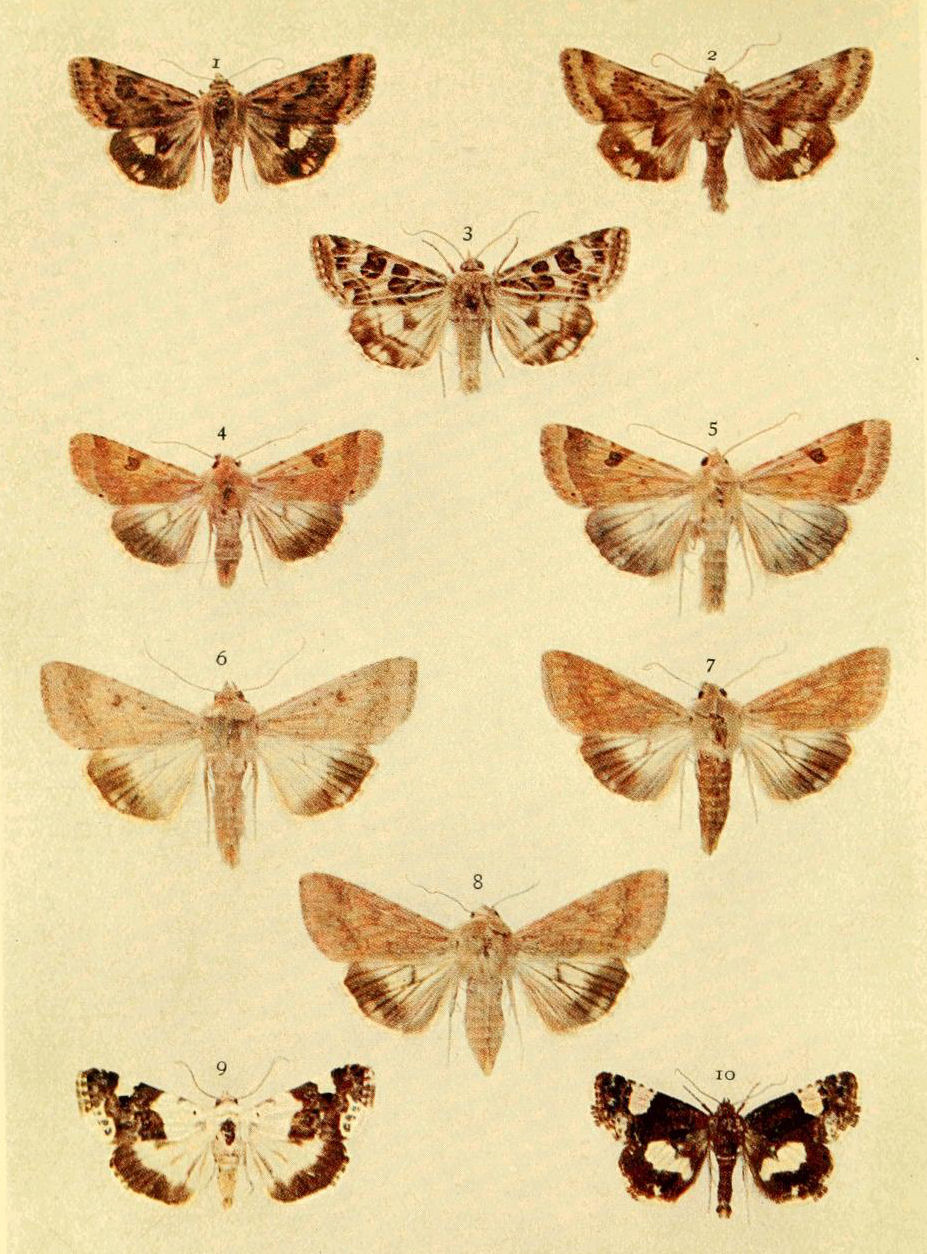
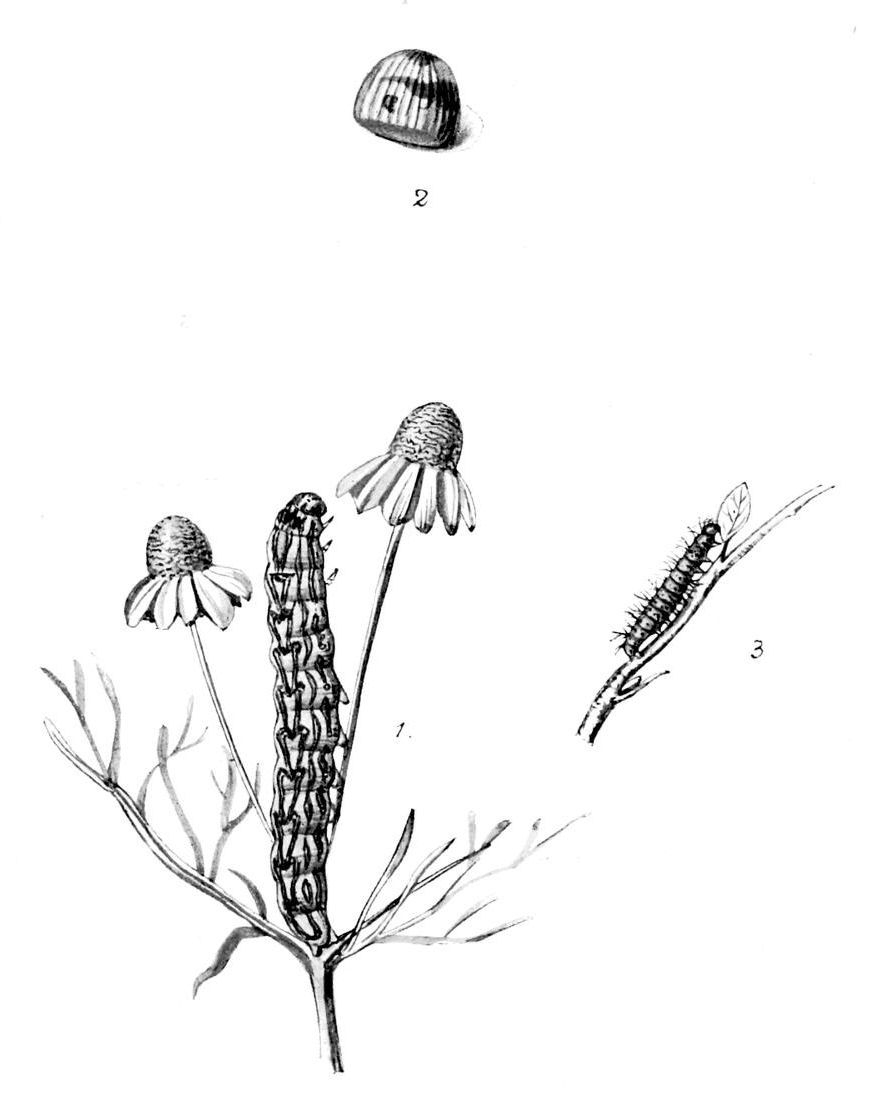
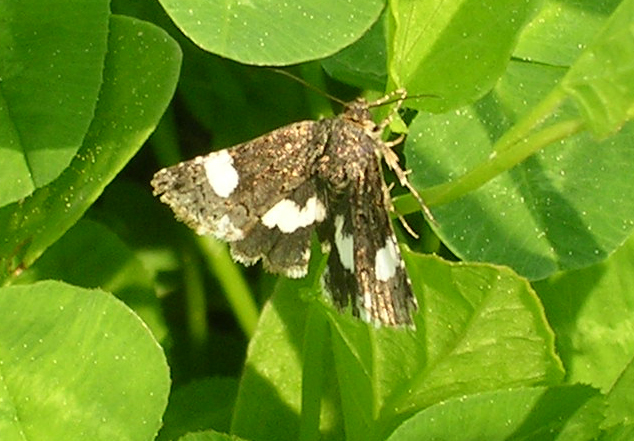